# Waldemar Żelasko
Waldemar Żelasko (ur. 25 maja 1972 w Oławie) – polski piłkarz, występujący na pozycji obrońcy oraz pomocnika.

## Życiorys
Wychowanek Moto Jelcza Oława. W tym klubie rozpoczynał także seniorską karierę. W 1991 roku awansował z Moto Jelczem do II ligi, z której jednak spadł w sezonie 1991/1992. Na początku 1994 roku został wypożyczony na pół roku do Śląska Wrocław, a dwa lata później przeszedł do tego klubu na zasadzie transferu definitywnego. W barwach Śląska zadebiutował w I lidze 24 marca 1996 roku w zremisowanym 2:2 spotkaniu z Amiką Wronki. Ogółem we wrocławskim klubie rozegrał 31 meczów w I lidze. W 1997 roku spadł do II ligi, a na początku 1999 roku przeszedł do Polaru Wrocław, z którym po półroczu awansował na ten poziom rozgrywkowy. W sezonie 2003/2004 rozegrał 23 mecze w barwach pierwszoligowego Górnika Polkowice. Następnie reprezentował barwy klubów niższych lig. W 2011 roku Foto-Higiena Gać z Żelaską w składzie awansowała do IV ligi. W 2012 roku został zdyskwalifikowany na osiem miesięcy za udział w procederze korupcyjnym.

## Statystyki ligowe
| Sezon         | Klub             | Liga    | Mecze | Gole |
| ------------- | ---------------- | ------- | ----- | ---- |
| 1991/1992     | Moto Jelcz Oława | II liga | 29    | 1    |
| 1993/1994 (w) | Śląsk Wrocław    | II liga | 14    | 1    |
| 1995/1996 (w) | Śląsk Wrocław    | I liga  | 10    | 0    |
| 1996/1997     | Śląsk Wrocław    | I liga  | 21    | 0    |
| 1997/1998     | Śląsk Wrocław    | II liga | 26    | 2    |
| 1998/1999 (j) | Śląsk Wrocław    | II liga | 12    | 1    |
| 1999/2000     | Polar Wrocław    | II liga | 37    | 1    |
| 2000/2001     | Polar Wrocław    | II liga | 37    | 0    |
| 2001/2002     | Polar Wrocław    | II liga | 37    | 1    |
| 2002/2003     | Polar Wrocław    | II liga | 30    | 1    |
| 2003/2004     | Górnik Polkowice | I liga  | 23    | 1    |